# لانیشته (بلا پالانکا)
لانیشته (به صربی: Lanište) یک منطقهٔ مسکونی در صربستان است که در بلا پالانکا واقع شده‌است. لانیشته ۶۸ نفر جمعیت دارد.